# Gretchen Albrecht
Gretchen W. Albrecht CNZM (* 7. Mai 1943 in Onehunga, Neuseeland) ist eine neuseeländische Malerin und Bildhauerin. Sie leistete Pionierarbeit für einen postmodernen Ansatz der Abstraktion in der Malerei in Neuseeland.

## Leben und Werk
Albrecht ist das zweite Kind von Reuben John und Joyce Winifred Fairburn (geb. Grainger) Albrecht. Sie studierte von 1960 bis 1963 an der University of Auckland School of Fine Arts und bis 1966 am Auckland Secondary Teachers' Training College. Sie unterrichtete dann von 1968 bis 1971 an der Kelston Girls' High School und von 1972 bis 1973 an der University of Auckland School of Fine Arts. Von 1981 bis 1982 war sie Francis Hodgkins Fellow an der University of Otago.
1964 eröffnete sie ihre erste Einzelausstellung in der Ikon Gallery und wurde im selben Jahr ausgewählt, um zeitgenössische neuseeländische Malerei in der Auckland City Art Gallery auszustellen. Von 1978 bis 1980 erstellte sie Bühnenbilder für Opern und Ballette von Gillian Whitehead und 1988 ein Bühnenbild in Zusammenarbeit mit dem Choreographen Douglas Wright. 1996 war sie Visiting Artist am Nelson Polytechnic in Nelson City.
1976, 1978 und 1986 erhielt sie Stipendien von dem Queen Elizabeth II Arts Council. Sie reiste zu Kunstaufenthalten 1978 bis 1979 mit ihrem Ehemann und Sohn nach Europa, 1985 nach New York, Frankreich und Italien, 1987 durch Europa, 1991 nach England und Frankreich. Nach einem Aufenthalt in London 1992 lebte sie in Auckland.
Als sie in den 1960er Jahren mit der Malerei begann, gehörte Albrecht zu einer Künstlergeneration, die von den Entwicklungen der New York School, insbesondere den Werken von Mark Rothko, Helen Frankenthaler und Robert Motherwell beeinflusst wurde. Seit Anfang der 2000er Jahre hat Albrecht ihr Werk auch auf ovale Metallskulpturen ausgeweitet.
Als Malerin verfolgte Albrecht einen Weg der zunehmenden Abstraktion der Natur. Ihre Werke aus den sechziger Jahren zeigen mythologische Charaktere. Anfang der siebziger Jahre konzentrierte sie sich auf abstrakte Pflanzenformen und in den achtziger Jahren wurde ihr Werk völlig abstrakt. 1981 nach ihrem Jahr in Dunedin als Hodgkins Fellow begann sie, die halbkreisförmigen Leinwände, „Hemispheres“ genannt, anzufertigen, die zu ihren bekanntesten und charakteristischsten Werken geworden sind.
Albrecht hat neben Einzelausstellungen an zahlreichen Wandergruppenausstellungen teilgenommen, darunter 1983 in New York, 1986 NZ Art Today in Chicago,  1993 Distance Looks Our Way in Spanien und Reclaiming the Madonna in England. Sie hatte zwei Einzelausstellungen in London und eine von der Sarjeant Gallery of Wanganui kuratierte Übersicht über ihre Arbeiten, die 1986 durch Neuseeland tourte.

## Sammlungen (Auswahl)
- Angela Morton Collection, Takapuna Library[8]
- Sarjeant Gallery Te Whare o Rehua Whanganui
- Auckland War Memorial Museum Tāmaki Paenga Hira
- Auckland Art Gallery Toi o Tāmaki
- Christchurch Art Gallery Te Puna o Waiwhetū
- University of Auckland
- Hocken Collections Uare Taoka o Hākena
- Macmillan Brown Library, University of Canterbury
- Museum of New Zealand Te Papa Tongarewa

## Auszeichnungen
- 1972: Tokoroa Art Award
- 1973: Zonta Award
- 1976: Pakuranga Award
- 2000: Companion of the New Zealand Order of Merit